# Mineral County (Montana)
Mineral County is een county in de Amerikaanse staat Montana.
De county heeft een landoppervlakte van 3.159 km² en telt 3.884 inwoners (volkstelling 2000). De hoofdplaats is Superior.